# Rijdende Melk Ontvangst

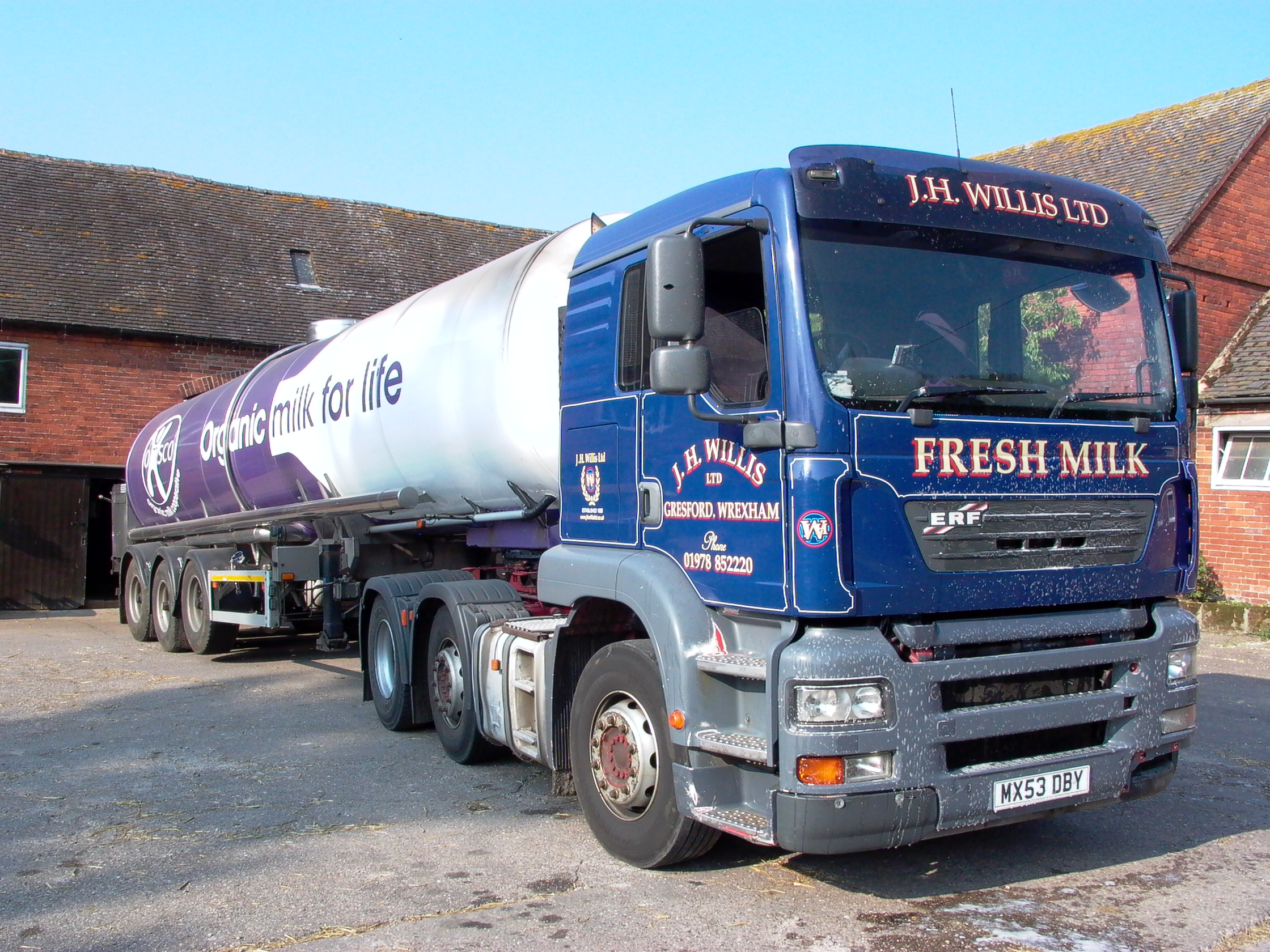
Een Britse vrachtwagen voor Rijdende Melk Ontvangst

Een Rijdende Melk Ontvangst (RMO) is een tankauto waarmee melk wordt opgehaald van de boerderij. De RMO-gecertificeerde chauffeur haalt de melk uit de melkkoeltank van de melkveehouder en vervoert deze naar de zuivelfabriek. Voor het laden begint, wordt er een monster uit de melktank genomen om de zuiverheid en de kwaliteit van de melk te bepalen.
Na 24 uur of na een lading afwijkende melk is de chauffeur verplicht de wagen te reinigen. Zodoende komt er geen restmelk van een vorige levering in de melk van een nieuwe rit. De tijd tussen het beginnen met laden van de eerste melk en klaar zijn met lossen van de melk op de fabriek dient kleiner te zijn dan 10 uur. Als het langer heeft geduurd dan 24 uur moet de melk vernietigd worden. Voordat de RMO-chauffeur mag beginnen met lossen, dient eerst het tankmonster van die rit gecontroleerd te worden op verboden stoffen zoals antibiotica. Mochten er verboden stoffen worden aangetoond, dan vindt er een contra-expertise (tegenonderzoek) plaats. Indien deze ook positief is, dan wordt de melk vernietigd. De betreffende melkveehouder moet alle melk die in de vrachtwagen zat vergoeden, betaalt de extra reinigingskosten van de vrachtwagen en krijgt een boete opgelegd. De veehouder is voor deze onvoorziene kosten meestal verzekerd.
Typische wagengrootten zijn:
- 20 ton (bakwagen al dan niet met aanhanger)
- 28 ton (vrachtwagen met oplegger)
- 34 ton (vrachtwagen met oplegger)

De RMO-dienst wordt betaald door de fabriek. De vervoerder wordt betaald voor elke liter melk die wordt vervoerd in combinatie met de afgelegde afstand. Bij veel melkfabrieken in Nederland geldt de regel dat het erf van de melkveehouder geschikt moet zijn voor wagens van 34 ton. Indien dit niet het geval is wordt de melk met een wagen van 20 ton opgehaald en moet de melkveehouder de extra kosten betalen.

## Geschiedenis
De weg van de melk van de gemolken koe naar de consument kent een lange geschiedenis. Het moest namelijk op dezelfde dag naar de consument in verband met de houdbaarheid.
Tot eind 19e eeuw werd de melk meestal door boeren zelf verwerkt tot zuivelproducten en rondgebracht naar kopers op de markt van zijn woonplaats of de nabij gelegen stad. Door de opkomst van de zuivelfabriek kwam ook het transportbedrijf voor – onder meer – de melk in ontwikkeling. De vrachtwagenchauffeur voor het melktransport wordt dan de melkrijder genoemd. De melkrijder haalde op afgesproken tijden de melk op bij de boer, die de melk – door een metalen zeef – in de genummerde metalen melkbussen van de zuivelfabriek deponeerde, en bracht die naar de zuivelfabriek of melkinrichting. Daar plaatste de melkrijder de melkbussen – per nummerserie – op een lopende band, waarna de zuivelfabriek de afhandeling verrichtte. Daarna kwamen de schoongemaakte melkbussen weer terug en werden ze weer ingeladen door de melkrijder en teruggebracht naar de boer. Dit gebeurde tweemaal per dag, dus in de tussenliggende uren deed de melkrijder – als vrachtwagenchauffeur – andere transporten, om in de avonduren weer als melkrijder zijn ronde langs de boeren te rijden. Het beroep van de melkrijder werd na 1970 langzamerhand overgenomen door de RMO-chauffeur. Na 1970 kwamen er ook koelinstallaties op de boerderij, waardoor het transport van de melk zich beperkt tot enkele keren per week.